# William Robinson
 Der er flere personer med dette navn, se William Robinson (svømmer).
William Robinson (5. juli 1838 – 17. maj 1935) var en irsk, praktisk arbejdende gartner og journalist, hvis ideer om dyrkning af naturhaver satte gang i den bevægelse, der skulle udvikle sig til den stilart, som kaldes ”Den engelske cottage garden”, en parallel til den søgen efter ærlig enkelhed og håndværksmæssig kompetence, som kaldes Arts and Crafts-bevægelsen i England. Robinson anses for at være én af de første, som arbejdede med det blandede blomsterbed, sammensat af hårdføre stauder, og han var også en foregangsmand for "naturhavetanken", som fjernede den victorianske have og dens mønstre af bede med udplantede sommerblomster. Robinsons nye tilgang til havekunsten blev populær gennem hans blade og mange bøger – særligt – The Wild Garden og The English Flower Garden.
Robinson var fortaler for mere naturlige og mindre formelle plantninger af hårdføre stauder, buske og slyngplanter, og han tog afstand fra den højviktorianske havstil med kunstige havemønstre, dannet af tropiske og subtropiske planter, fremdrevet i væksthuse. Han skældte ud over kunstigt fremavlede rosensorter, efterligninger af italienske haver og andre former for kunstighed, der var almindelige i samtiden. Af de moderne dyrkningsformer, der blev indført af Robinson, findes der bl.a.: brugen af alpine planter i stenbede; tætte plantninger af stauder og bunddækkere, så man undgår bar jord, brugen af hjemlige planter og hårdføre, indførte arter og store plantninger med stauder i naturligt virkende partier.

## Livsforløb og karriere
Robinson var af protetantisk familie og kom af meget beskedne kår. Der vides intet sikkert om hans barndom, så man formoder, at han fik sin skolelærdom i den offentlige sogneskole. Han begyndte sit arbejde som en ganske ung havedreng hos markis'en af Waterford på Curggaghmore. Derefter kom han til ejendommen hos sir Hunt Johnson-Walsh, en irsk baronet i Ballykilcannan. Der fik han ansvaret for et stort antal væksthuse i en alder af 21. Efter en bitter strid en kold vinternat i 1861 skal han ifølge en overlevering have ladet opvarmningen gå ud, og det skal så have dræbt mange værdifulde planter. Andre beretninger betragter dog historien som voldsomt overdrevet. Om det nu skete i hastværk efter væksthusepisoden eller ej, så rejste Robinson til Dublin i 1861, hvor en af familiens venner, David Moore, der var chef for den botaniske have i Glasnevin, hjalp ham med at få arbejde i den botaniske have ved Regents Park i London. Der fik han ansvaret for de hårdføre, urteagtige planter og specialiserede sig i britiske, vilde blomster.
På den tid var man ved at tilplante Royal Horticultural Society have i Kensington med et stort antal væksthusblomster i masseplantninger. Robinson skrev, at "det var ikke let at slippe væk fra al den falske og hæslige kunst. Men hans arbejde med de hjemlige, britiske planter tillod ham dog at komme ud på landet, hvor han "begyndte at få den idé (som man burde lære enhver dreng i skolen), at der (selv for haver) var megen skønhed i vore indfødte blomster og træer".

### Skribentvirksomhed
I 1866 blev han medlem af Linnean Society i en alder af 29 og sponsoreret af Charles Darwin, James Veitch, David Moore og sy andre fremtrædende botanikere og havefolk. To måneder senere tog han sin afsked fra Regents Park for at skrive for The Gardener's Chronicle og The Times, og han repræsenterede det førende havebrugsfirma, Veitch' planteskole, ved verdensudstillingen i Paris 1867. Han begyndte at skrive mange af sine publikationer, hvoraf Gleanings from French Gardens var den første, som udkom i 1868. The Parks, Gardens, and Promenades of Paris udkom i 1869 og Alpine Flowers for Gardens og hovedværket, The Wild Garden, i 1870. I 1871 søsatte han sit eget havetidsskrift, som simpelthen hed The Garden, der udkom i mere end 25 år. I 1879 grundlagde Robinson et andet ugeblad, ”Gardening”, som blev en øjeblikkelig og overvældende succes. Gennem årene kom hans blade til at rumme bidrag fra berømtheder som John Ruskin, Oliver Wendell Holmes, Gertrude Jekyll, William Morris, Dean Hole, Canon Ellacombe og James Britten.
Hans mest indflydelsesrige bøger var The Wild Garden, der skabte hans ry og gjorde det muligt at udgive tidsskriftet The Garden, og The English Flower Garden fra 1883, som han reviderede i udgave efter udgave, og som bl.a. indeholdt bidrag fra hans livslange veninde, Gertrude Jekyll. Hun udgav senere The Garden i et par år og bidrog med mange artikler til hans skrifter, deriblandt også Gardening Illustrated fra 1879.
Han traf Jekyll for første gang i 1875, hvor de var enige om deres principper for havedesign, og de opretholdt et nært venskab i mere end 50 år. Han hjalp hende i hendes have i Munstead Wood, og hun skaffede planter til hans have på Gravetye Manor. Jekyll skrev om Robinson, at:
| Citat | ...mens engelsk havekunst mest var repræsenteret ved de indbyggede unødvendigheder i form af "bedsystemet" med dets kedsommelige gentagelser og prangende farver, valgte hr. William Robinson det som sit livsværk at gøre folk bedre kendt med de skatte, der lå oversete, og på samme tid at ødelægge de svagelige dårskaber i ”bedsystemet”. Det skyldes hovedsageligt hans uafbrudte anstrengelser, at der nu findes en klar viden tilgængelig for alle, som ønsker at skaffe sig den, om de hårdføre planters skønhed, og at "bedmanien" er så godt som død. | Citat |
|       | |       |

Robinson udgav også God's Acre Beautiful or The Cemeteries of The Future, hvor han anvendte sin haveæstetik på kirkegårde og gravpladser. Hans felttog omfattede forsøget på at omvende en modvillig offentlighed til fordelene ved kremering, og han delte rundhåndet ud af ulækre fortællinger om det, som foregik på visse overfyldte gravpladser.

### Gravetye Manor
Da hans karriere som skribent var blevet en pengemæssig succes i 1884, kunne Robinson købe renæssancegodset Gravetye ved East Grinstead i Sussex, hvor han fik ca. 0,81 km² jord med frodige græsgange og skove. Hans dagbog over tilplantning og pleje blev udgivet som Gravetye Manor, or Twenty Years of the Work round an old Manor House i 1911. Gravetye skulle blive den praktiske udførelse af mange af Robinsons tanker om en mere naturlig havestil. Med tiden voksede området til næsten 4 km².
En stor del af gårdens tilligende havde været drevet som stævningsdrift, og det gav Robinson mulighed for at plante flader med skillaer, alpevioler og narcisser mellem de stævnede hasselbuske og kastanjetræer. Langs skovbrynene og i lysninger, der var lavet i skovene, skabte Robinson beplantninger med høst-anemone, liljer, akantus og pampasgræs sammen med buske som fothergilla, stewartia og nyssa. Nærmere ved huset anbragte han nogle blomsterbede; overalt plantede han sporebaldrian, som han lod spire i brolægning og på trapper. Robinson plantede tusinder af påskeliljer og 100.000 narcisser, der blev sat langs en af søerne i 1897. Gennem årene tilføjede han hundredvis af træer, hvoraf nogle var fra hans amerikanske venner, John Singer Sargent og Frederick Law Olmsted. Andre indsatser omfattede en oval køkkenhave med mure omkring, en lynghave og en vandhave med en af de største samlinger af Nøkkeroser i Europa.
Robinson indbød mange anerkendte malere til at skildre hans landskabskunst, og blandt dem var den engelske akvarelmaler Beatrice Parsons, landskabs- og plantemaleren Henry Moon og Alfred Parsons. Moon og Parsons illustrerede også mange af Robinsons værker.
Da Robinson døde, blev Gravetye Manor overdraget til Forestry Commission, som lod stedet forfalde i mange år. I 1958 blev det udlejet til en restauratør, som genoprettede haven, men erstattede nogle af blomsterbedene med græsplæner. I dag er der hotel og restaurant på Gravetye Manor.

### Langsigtet virkning på havekunsten
I sine tidsskrifter og bøger udfordrede Robinson mange havetraditioner, og han indførte nye tanker, som er blevet en selvfølge i dag. Han forbindes mest med det at have indført ”herbaceous border”, som han selv omtalte med det gamle udtryk ”mixed border”. Det bestod af en blanding af buske med hårdføre og delvist hårføre urter. Han slog også til lyd for tætte beplantninger uden bar jord imellem, hvor pladsen mellem de høje planter var fyldt op med dem, som vi i dag kalder bunddækkende planter. Selv hans rosenhave på Gravetye var fyldt med Stenbræk mellem og under roserne. Efter sit besøg i Alperne, skrev Robinson Alpine Flowers for Gardens, hvor man for første gang fik vist, hvordan alpine planter kan bruges i en anlagt stenhave.
Robinsons arbejde blev styrende for gartnerne fra udgivelsen af The English Flower Garden i 1883 og mere end 30 år frem. Den 16. og sidste udgave, der blev revideret af Roy Hay, indeholder en diskussion af haver og de forskellige arter og sorter, der blev dyrket i engelske haver på det tidspunkt.
Hay fastslog i forordet, at
| Citat | "William Robinson indledte en revolution indenfor havebruget. På sin egen usammenlignelige måde øste han hån ud over victorianernes formelle planten ud i bede, og han styrede gartnernes tanker i retning af en mere uformel og naturlig tendens indenfor haveanlæg. Robinsons rådgivning er mere tiltrængt i dag end nogenside før. Der er færre penge til rådighed for havepleje, end der før har været. Arbejdere er svære at finde, og udlærte gartnere bliver færre, sådan at victorianernes kunstfærdige bedplaner er endnu længere uden for rækkevidde, end de var, da Robinson først fremsatte sine berømte læresætninger." | Citat |
|       | |       |

Robinsons væsentligste betydning ligger i, at han fremsatte ideen om naturhaver. Den blev første gang beskrevet i The Wild Garden, og den blev yderligere forklaret i The English Flower Garden. Tanken om at indplante store flader af hjemlige, hårdføre stauder i enge og skove og langs vandløb og søer anses for en selvfølge i dag, men den var revolutionerende på Robinsons tid. I førsteudgaven brugte han enhver plante, der kunne naturaliseres, hvor iblandt der var halvvejs hårdføre stauder, som var hjemmehørende i andre dele af verden. Robinsons naturhave var altså ikke begrænset til brugen af lokale arter. Hans egen have på Gravetye var tilplantet i stor målestok, men hans naturhaveide kunne virkeliggøres i små landhaver, hvor ”haven” skal se ud til at glide over i de omgivende skove eller enge. Hans tanker påvirker stadig havedyrkere og landskabsarkitekter – fra by- og sommerhushaver til store landejendomme og offentlige parker.

## Eksterne links
- Havedyrkningens historie: William Robinson